# 馮登瀛 (明朝)
馮登瀛（16世紀—17世紀），字玉清，號上仙，浙江嘉興府秀水縣人，明朝政治人物。

## 生平
馮登瀛是萬曆三十四年（1606年）浙江鄉試舉人，四十一年（1613年）成進士，四十四年（1616年）獲授溧陽知縣，後改任東昌教授，入朝擔任國子監助教，歷任刑部福建司主事，陝西司員外郎、郎中，天啟五年（1625年）官至肇慶知府。

## 引用
1. 1 2  《嘉禾徵獻錄·卷三十五》：馮登瀛，字玉清，號上仙，秀水人，萬厯丙午舉人，癸丑進士，知溧陽縣，改東昌府教授，陞國子助教，厯刑部福建司主事，陝西司員外郎、郎中，仕終肇慶知府。
2. ↑  康熙《秀水縣志·卷四》：科甲……明……萬曆三十四年丙午科（舉人）……馮登瀛……萬曆四十一年癸丑科（進士）……馮登瀛 知縣
3. ↑  光緒《溧陽縣志·卷九·職官志》：明……溧陽縣知縣……馮登瀛 字上仙，秀水人，進士，四十四年任，改教授
4. ↑  光緒《肇慶府志·卷十二·職官二》：知府……天啟朝……馮登瀛 秀水進士，五年任